# Walter Phillimore, 1:e baron Phillimore
Walter George Frank Phillimore, född 21 november 1845, död 13 mars 1929 (från 1918 baron Phillimore av Shiplake), var en brittisk jurist. Han var son till Robert Phillimore.
Phillimore blev barrister 1868 och hade en stor praktik, var domare vid High Court of Justice 1897-1913, Lord Justice of Appeal 1913-1916, ordförande i sjörättsliga prisdomstolen 1918-1928 och brittisk representant 1920 i kommissionen för utarbetande av stadgar för Fasta mellanfolkliga domstolen i Haag. Phillimore utgav Three centuries of treaties of peace and their teaching (1917).